# Back to Bedlam
Back to Bedlam (рус. Возвращаюсь в Бедлам) — дебютный альбом британского автора-исполнителя Джеймса Бланта, был издан 11 октября 2004 года на лейбле Atlantic Records. Диск получил название в честь печально известной Бетлемской королевской больницы, в народе прозванной просто — Бедлам.
Альбом был тепло встречен музыкальными критиками, они хвалили вокальные и композиторские способности Бланта. Back to Bedlam имел большой коммерческий успех и стал самым продаваемым альбомом 2005 года в Великобритании, с более чем 2,4 млн проданных копий. По состоянию на декабрь 2009 года продажи альбома перевалили через рубеж в 3 млн экземпляров — что сделало его самым продаваемым альбомом 2000-х годов в Великобритании. Однако в 2011 году его обошёл диск Эми Уайнхаус Back to Black, чуть позже первое место этого списка занял альбом певицы Адель 21'.
В настоящее время Back to Bedlam занимает 16-е место среди самых продаваемых альбомом в истории британского чарта. По состоянию на 2014 год было продано 3,3 млн копий в Великобритании и более 11 млн — по всему миру.

## Предыстория и запись
В детстве Блант брал уроки игры на скрипке и фортепиано; будучи подростком, он поступил в музыкальную школу Harrow School. Один из сокурсников научил его основам игры на гитаре; юный музыкант начал практиковаться на инструменте и сочинять песни (на тот момент ему было 14 лет). Заканчивая Бристольский университет, Блант выбрал в качестве темы своей дипломной работы «Создание поп-идолов»; одним из основных источников информации были научные труды социолога и рок-критика Саймона Фрита, председателя судейской коллегии премии Mercury Prize.
Поскольку британская армия оплатила его университетское образование, Блант был обязан отслужить минимум четыре года в вооружённых силах. По словам музыканта, он решил пойти по военной стезе, так как его отец «настаивал на этом, поскольку [Блант] мог получить надёжную работу и стабильную зарплату». Блант проходил обучение в Королевской военной академии Сандхёрста. В период прохождения службы в армии он работал над музыкальным материалом в свободное время. Соавтор нескольких песен Аманда Гост предложила Бланту связаться с менеджером Элтона Джона Тоддом Интерлендом, с которым она снимала жильё. В одном из интервью Интерленд признался, что во время прослушивания демозаписи Бланта по дороге домой он услышал трек «Goodbye My Lover», тут же остановил автомобиль и позвонил по номеру мобильного телефона, указанному на компакт-диске, чтобы назначить встречу.
В 2002 году Блант покинул британскую армию и мог посвятить все силы своей музыкальной карьере. Именно в этот период он начал использовать псевдоним «Blunt», в частности, чтобы облегчить другим её написание; при этом он продолжал пользоваться своей настоящей фамилией — «Blount», которая произносится так же. Вскоре после увольнения из армии он подписал контракт с лейблом EMI Music. Владелица звукозаписывающей компании Custard Records Линда Перри услышала промозапись Бланта в начале 2003 года, после этого она посмотрела его выступление на фестивале South by Southwest и сразу же предложила ему записать диск на её лейбле. В течение нескольких дней Блант подписал контракт с Перри, и через месяц он начал работу над альбомом с продюсером Томом Ротроком в Лос-Анджелесе.
Back To Bedlam был записан в домашней студии Ротрока, хотя были задействованы несколько студийных музыкантов, Блант проявил недюжинные музыкальные способности и сам сыграл на некоторых инструментах. Во время пребывания в Лос-Анджелесе он жил в доме актрисы Кэрри Фишер, с которой познакомился через семью бывшей девушки. Фишер была благосклонна к амбициям Бланта и поддерживала начинающего музыканта; так, она предложила название для альбома и разрешила использовать свою ванную комнату для записи песни «Goodbye My Lover».

## Отзывы критиков
| Оценки критиков    | Оценки критиков |
| Источник           | Оценка          |
| ------------------ | --------------- |
| AllMusic           | [ 19 ]          |
| Common Sense Media | [ 20 ]          |
| Q                  | [ 20 ]          |
| BBC Collective     | [ 21 ]          |
| IndieLondon        | (позитивный)    |
| RocknWorld         | [ 23 ]          |
| About.com          | 8.6/10          |
| Slant Magazine     | [ 25 ]          |
| Relevant           | (позитивный)    |

Альбом был тепло встречен музыкальными критиками. В обзоре от портала Allmusic было написано следующее: «Меланхоличный дебют проницательного британского певца Джеймса Бланта наполняет слушателя — по очереди — надеждой, меланхолией безответной любви и, наконец, безропотной покорностью судьбе. Хотя его сухой, женственный фальцет напоминает Рода Стюарта периода альбома Gasoline Alley с существенной толикой группы Antony and the Johnsons, это скорее поздний Эллиотт Смит, со всеми вытекающими». В рецензии журнала RocknWorld отмечалось: «Трудно описать Джеймса Бланта или его музыку, не став заложником многочисленных клише. Приехал из Великобритании, служил в армии, где сочинил свои трогательные баллады, которые сделали его сверхпопулярным у себя родине и в Австралии — обеспечив первые места в чартах. Тем не менее в данном случае музыка Бланта действительно заслуживает этого ажиотажа. Как ни странно, даже несмотря на то, что она звучит здесь повсеместно [в Австралии]. Мне трудно возразить тому, что Блант действительно талантливый музыкант, записавший чертовски добротный дебютный альбом». Журналист издания BBC Collective писал следующее: «Мы очень редко присуждаем альбомам 5 звёзд. Многие были близки, но в итоге — не получили. Никогда не думал, что скажу это, но на Back to Bedlam нет ни одного плохого трека. Я слушал этот диск три раза подряд, просто чтобы убедиться». Slant Magazine поставил альбому три звезды из пяти, подытожив: «Бедлам — это очень неровный альбом», хотя «лирика Бланта часто противопоставляет любовь со смертью», это скорее всего «ещё одна причина, чтобы американские девочки были без ума от этого талантливого британского парня».
Портал Indie London высоко оценил альбом, назвав его: «… мастерским дебютом и записью, которая не должна пройти мимо вас». В обзоре от сайта About.com отмечалось следующее: «Чтобы точно описать альбом Back to Bedlam, невозможно рассматривать его содержание в отрыве от событий из жизни Бланта, и в его отношении к своей музыке», рецензент похвалил материал альбома, описав его «навязчиво очаровательным — тексты создают образы многочисленных прожитых историй — музыкант мастерски рассказывает их через свои песни. Back To Bedlam, кажется, не столько поп-компиляцией, сколько отражением жизни через искусство музыки». Нэйт Мюррей (журнал Relevant) написал схожую рецензию, где сравнил этот альбом с творчеством Эллиота Смита, назвав его «подкупающе честным» и подытожил «…как и любой великий автор, Блант приглашает читателя, или в данном случае — слушателя, в интимные уголки своей жизни, которые найдут отклик у большинства. Объедините такую откровенную лирику с голосом, который описывали как „отвратительно великолепный“, и вот вам причина „подсесть“ на этого певца».

## Список композиций
| №   | Название           | Автор(ы)                         | Продюсер    | Длительность |
| --- | ------------------ | -------------------------------- | ----------- | ------------ |
| 1.  | «High»             | Джеймс Блант, Рики Росс          | Том Ротрок  | 4:03         |
| 2.  | «You’re Beautiful» | Блант, Саша Скарбек, Аманда Гост | Том Ротрок  | 3:33         |
| 3.  | «Wisemen»          | Блант, Скарбек, Джимми Хогарт    | Том Ротрок  | 3:42         |
| 4.  | «Goodbye My Lover» | Блант, Скарбек                   | Том Ротрок  | 4:20         |
| 5.  | «Tears and Rain»   | Блант, Гай Чэмберс               | Том Ротрок  | 4:04         |
| 6.  | «Out of My Mind»   | Блант                            | Том Ротрок  | 3:33         |
| 7.  | «So Long, Jimmy»   | Блант, Хогарт                    | Том Ротрок  | 4:26         |
| 8.  | «Billy»            | Блант, Скарбек, Гост             | Том Ротрок  | 3:37         |
| 9.  | «Cry»              | Блант, Скарбек                   | Том Ротрок  | 4:06         |
| 10. | «No Bravery»       | Блант, Скарбек                   | Линда Перри | 4:00         |

| №   | Название                                 | Длительность |
| --- | ---------------------------------------- | ------------ |
| 11. | «You’re Beautiful» (акустическая версия) | 3:31         |
| 12. | «No Bravery» (концертная версия)         | 3:41         |

| №   | Название                                  | Автор(ы) | Длительность |
| --- | ----------------------------------------- | -------- | ------------ |
| 11. | «Fall at Your Feet» (акустическая версия) | Нил Финн | 2:25         |

| №   | Название                                 | Длительность |
| --- | ---------------------------------------- | ------------ |
| 11. | «Goodbye My Lover» (акустическая версия) | 5:06         |
| 12. | «You’re Beautiful» (акустическая версия) | 3:31         |
| 13. | «You’re Beautiful» (видео)               | 5:06         |
| 14. | «Goodbye My Lover» (видео)               | 5:06         |
| 15. | «High» (видео)                           | 3:54         |

| №   | Название                              | Длительность |
| --- | ------------------------------------- | ------------ |
| 1.  | «Wisemen»                             |              |
| 2.  | «High»                                |              |
| 3.  | «Cry»                                 |              |
| 4.  | «Goodbye My Lover»                    |              |
| 5.  | «So Long, Jimmy»                      |              |
| 6.  | «Sugar Coated»                        |              |
| 7.  | «You’re Beautiful»                    |              |
| 8.  | «Billy»                               |              |
| 9.  | «Fall at Your Feet»                   |              |
| 10. | «Tears & Rain»                        |              |
| 11. | «No Bravery»                          |              |
| 12. | «Where Is My Mind?»                   |              |
| 13. | «Goodbye My Lover» (видео)            |              |
| 14. | «Goodbye My Lover» (фильм о создании) |              |

| №  | Название                     | Длительность |
| -- | ---------------------------- | ------------ |
| 1. | «Back to Bedlam» (E.P.K.)    |              |
| 2. | «You’re Beautiful» (видео)   |              |
| 3. | «Live @93 Feet East» (видео) |              |
| 4. | «High» (видео)               |              |

| №  | Название                        | Длительность |
| -- | ------------------------------- | ------------ |
| 1. | «Cry» (демоверсия)              |              |
| 2. | «High» (демоверсия)             |              |
| 3. | «Goodbye My Lover» (демоверсия) |              |
| 4. | «Sugar Coated» (демоверсия)     |              |
| 5. | «Butterfly» (демоверсия)        |              |

| №  | Название            | Длительность |
| -- | ------------------- | ------------ |
| 1. | «Billy»             |              |
| 2. | «High»              |              |
| 3. | «Out of My Mind»    |              |
| 4. | «No Bravery»        |              |
| 5. | «Goodbye My Lover»  |              |
| 6. | «So Long Jimmy»     |              |
| 7. | «Wisemen»           |              |
| 8. | «Where Is My Mind?» |              |
| 9. | «You’re Beautiful»  |              |

### Синглы
В поддержку альбома было выпущено пять синглов:
- «High» — дата релиза 18 октября 2004 года.
- «Wisemen» — дата релиза 7 марта 2005 года.
- «You’re Beautiful» — дата релиза 30 мая 2005 года.
- «Goodbye My Lover» — дата релиза 16 ноября 2005 года.
- «No Bravery» — дата релиза 17 апреля 2006 года.